# Christell

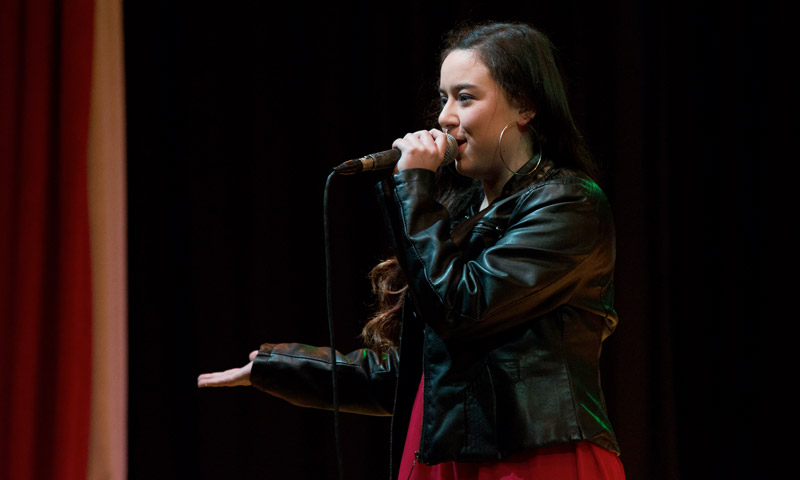
Christell

Christell Jazmín Rodrigues Carrillo (* 2. Januar 1998 in Talcahuano) ist eine chilenische Sängerin und ehemaliger Kinderstar. Sie wurde bekannt durch die Fernsehshow „Rojo Fama Contrafama“. Seitdem hat sie drei Alben aufgenommen. Für ihr zweites Album wurde sie für den Latin Grammy Award nominiert. Ihr Lied aus dem Debütalbum „Dubidubidu“ wurde 2024 zu einem viralen Song für ein Meme, das eine sich hin und her schaukelnde getigerte Katze zeigt.

## Werdegang
Als einzige Tochter von Christian Rodiguez und Myriam Carrillo, beide Mitglieder der christlichen Musikgruppe „Misterio Musical Evangelística Piedra Viva“, wuchs sie mit der Musik auf. Von klein auf interessierte sie sich für das Singen, für Instrumente und das Tanzen, und nahm an musikalischen Kinderveranstaltungen teil.
Ihre Karriere begann mit 5, am 1. Juli 2003, als sie an einem Wettbewerb der Fernsehshow „Rojo Fama Contrafama“ an einer ihrer Galas mitmachte. Diese fand in Talcahuano statt und das Ziel der Sendung war, María José Quintanilla musikalisch oder durch das äußerliche Erscheinungsbild nachzuahmen. Christell sang den Song „México lindo y querido“ und gewann damit den Wettbewerb. Sie sang weiterhin mexikanische Lieder, auch von María José Quintanilla.   
Nach ein paar Monaten begann sie, unter einem der drei weltgrößten Major-Labels, Warner Music Group, Songs aufzunehmen. Im November 2003 erschien ihr erstes Album, das am ersten Tag mehr als achttausend Kopien verkaufte. Nach einer Woche erreichte sie Platin und dann acht Platin Discs. „Mueve el Ombligo“ (Beweg deinen Bauchnabel) wurde der Sommerhit des Albums, da es wochenlang die Top 1 nationaler Radiosender war.  
2003 nahm sie außerdem an der Fernsehshow „La Movida del Festival“ als Kommentatorin für das „Viña del Mar International Song Festival“ teil.
Nach dem erfolgreichen Start ihres ersten Albums nahm sie zwei weitere Alben auf. Beide kamen nicht an den Erfolg des ersten heran, bekamen aber trotzdem fünf bzw. zwei Platin Discs. 
2005 startete ihre Tour in Mexico, Puerto Rico und in den USA, bei der sie eine Special Edition ihres Albums mit ihren größten Hits veröffentlichte. Während ihrer Tour bekam sie eine Goldene Disc für mehr als 50.000 verkaufte Kopien in Mexico. Im November wurde sie für ihr zweites Album „La Fiesta Continua“ (die Feier geht weiter) für die Latin Grammy Awards nominiert.